# 129234 Silly
129234 Silly è un asteroide della fascia principale. Scoperto nel 2005, presenta un'orbita caratterizzata da un semiasse maggiore pari a 2,2430795 UA e da un'eccentricità di 0,0384735, inclinata di 6,67684° rispetto all'eclittica.